# Albany, Georgia
Albany là một thành phố quận lỵ quận Dougherty trong tiểu bang Georgia, Hoa Kỳ. Thành phố có diện tích  km², dân số theo điều tra năm 2000 của Cục điều tra dân số Hoa Kỳ là 76.939 người, dân số năm 2009 là 75.616 người.